# 公孙武达
公孙武达（？—？），雍州栎阳（今陕西省西安市临潼区栎阳街道）人。唐初功臣之一，玄武门之变参与者。

## 生平
公孙武达少年时膂力过人，被人稱為豪俠。在隋朝做过骁果军（御林军）士卒。武德初年，至長春宮投奔秦王李世民。武德二年（619年）十一月，随李世民征讨刘武周，功居第一。又從平王世充、窦建德，累遷秦王府右三軍驃騎，被封为清水縣公。
武德九年（626年）六月初四，李世民率尉迟敬德、侯君集、张公谨、刘师立、公孙武达、独孤彦云、杜君绰、郑仁泰、李孟尝等九将伏兵于玄武门(长安太极宫北面正门)内，杀死太子李建成、齐王李元吉，夺得帝位。被赐食实封四百户。
李世民即位后公孙武达任檢校右監門將軍，不久外任为肃州刺史。一年后突厥数千骑兵入侵肃州（今甘肃酒泉肃州区），想要南下进入吐谷渾。武達領二千人与其精銳相遇，力战击溃突厥精銳，将其包围在張掖河边。又令部下从上游过河，乘敌军过河之际，兩岸夾攻，突厥数千骑兵和万余輜重被斩杀溺死者几乎全灭。唐太宗玺书褒奖，拜为左監門將軍。後又受命出击盐州(今陕西定边县)反叛突厥，武達领兵直趨灵州（今宁夏灵武县），追上突厥叛军，叛军正要渡河，見武達至，在河南岸据守。武達率军攻击，斬杀其渠帥可邏跋扈，几乎全灭其余部。以功进封为东莱郡公。高宗永徽中，累授右武衛大將軍。去世时高宗廢朝舉哀，贈荊州都督，給東園秘器，陪葬昭陵，諡曰壯。
其子公孙雅靖，曾任安西都护（696—698）。